# Memory (pel·lícula de 2023)
Memory és una pel·lícula dramàtica estatunidenca del 2023 protagonitzada per Jessica Chastain com a Sylvia, una mare soltera i treballadora social que lluita amb el seu passat, i Peter Sarsgaard com a Saul, un home que pateix una demència d'inici precoç, en una història que entrellaça les seves vides problemàtiques després d'un retrobament d'exalumnes d'institut. La pel·lícula està escrita i dirigida per Michel Franco. També és protagonitzada per Merritt Wever, Brooke Timber, Elsie Fisher, Josh Charles i Jessica Harper. La pel·lícula és una producció mexicanoestatunidenca. S'ha doblat i subtitulat al català.
La pel·lícula va ser seleccionada per competir pel Lleó d'Or al 80è Festival Internacional de Cinema de Venècia, on es va estrenar el 8 de setembre de 2023. Sarsgaard va guanyar la Copa Volpi al millor actor per la seva interpretació. Es va estrenar en una selecció de cinemes als Estats Units el 22 de desembre de 2023, abans de distribuir-se més àmpliament el 5 de gener de 2024.
El rodatge es va acabar a Nova York el maig de 2022. Segons Variety, Chastain va recomanar Sarsgaard per al paper de Saul.